# شيرلي جاكسون
شيرلي هاردي جاكسون (بالإنجليزية: Shirley Jackson)‏ (14 ديسمبر 1916 – 8 أغسطس 1965) هي كاتبة أمريكية، اشتهرت بأعمالها في مجالي الرعب والغموض بصورة رئيسية. طيلة فترة مسيرتها المهنية في الكتابة، والتي امتدت لعقدين من الزمان، ألّفت ست روايات، ومذكرتين، وما يزيد عن 200 قصة قصيرة.
وُلدت جاكسون في سان فرانسيسكو بولاية كاليفورنيا، والتحقت بجامعة سيراكيوز في نيويورك، حيث شاركت في المجلة الأدبية للجامعة والتقت بزوجها المستقبلي ستانلي إدغار هايمان. استقر الزوجان في نورث بينينغتون، فيرمونت في عام 1940، بعد أن بدأ هايمان بالعمل ناقدًا أدبيًا، وشرعت جاكسون بالكتابة.
بعد نشر روايتها الأولى الطريق عبر الجدار (1948)، وهي شبه سيرة ذاتية تتحدث عن طفولتها في كاليفورنيا، حظيت جاكسون باهتمام عام كبير لقصتها القصيرة «اليانصيب»، التي توضح الجانب السفلي المشؤوم لقرية أمريكية ريفية. واصلت نشر العديد من القصص القصيرة في المجلات والمجلات الأدبية طيلة خمسينيات القرن العشرين، جُمع البعض منها واُعيد إصدارها في مذكرتها بعنوان الحياة بين الهمجيين لعام 1953. في عام 1959، نشرت أشباح منزل هيل، وهي رواية رعب خارقة للطبيعة ينظر لها الكثير على أنها واحدة من أفضل قصص الأشباح على الإطلاق.
كانت جاكسون امرأة منعزلة، وبقيت في نورث بينينغتون خلال الأعوام الأخيرة من حياتها، وعزفت عن مناقشة عملها مع الجمهور. بحلول ستينيات القرن العشرين، بدأت صحتها تتدهور بصورة كبيرة نتيجة لزيادة وزنها وتدخين السجائر، مما تسبب في نهاية المطاف بوفاتها جراء مرض في القلب في عام 1965 في سن 48 عامًا. استُشهد بجاكسون بوصفها ذات تأثير على مجموعة متنوعة من المؤلفين، ومنهم نيل غيمان، وستيفن كينغ، وسارة ووترز، ونايجل نيل، وكلير فولر، وجوان هاريس، وريتشارد ماثيسون.

## نشأتها
وُلدت جاكسون في 14 ديسمبر 1916، في سان فرانسيسكو بولاية كاليفورنيا، لوالدها ليسلي جاكسون وزوجته جيرالدين (بوغبي قبل الزواج). لها أصول إنجليزية، ويعود الإرث العائلي لوالدتها جيرالدين إلى بطل الحرب الثورية الجنرال نثنائيل غرين. كان جد جاكسون من الأم، جون ستيفنسون، محاميًا بارزًا في سان فرانسيسكو -قاضي المحكمة العليا في ألاسكا لاحقًا- بينما كان جدها الأكبر، صامويل تشارلز بوغبي، مهندسًا معماريًا، والذي ضمت أعماله منازل ليلند ستانفورد وتشارلز كروكر وكنيسة ميندونيكو المشيخية.
«كان جدي مهندسًا معماريًا، وكذلك والده وجده. بنى أحدهم منازل لأصحاب الملايين فقط في كاليفورنيا وكان ذلك مصدر ثروة العائلة، وكان أحدهم على يقين من إمكانية جعل المنازل تقف على الكثبان الرملية في سان فرانسيسكو، وهنا ضاعت ثروة العائلة».
نشأت جاكسون في بورلينغامي بولاية كاليفورنيا، وهي ضاحية للأغنياء في سان فرانسيسكو، حيث كانت أسرتها تقيم في منزل ذي طابقين في طريق فوريست فيو 1609. كانت علاقتها بوالدتها متوترة، إذ تزوج والداها في سن صغيرة، وأُصيبت جيرالدين بخيبة أمل عندما أصبحت حاملًا بشيرلي على الفور، إذ كانت تتطلع إلى «قضاء الوقت مع زوجها المتهور». لم تتمكن جاكسون من التوافق مع غيرها من الأطفال وأمضت الكثير من وقتها في الكتابة، في الغالب عن بؤس والدتها. لم تحاول جيرالدين إخفاء محاولات تفضيلها لابنها باري الذي فسّر عداء أمه تجاه شيرلي قائلًا: «كانت جيرالدين مجرد امرأة تقليدية للغاية تشعر بالرعب من فكرة أن ابنتها لن تكون تقليدية للغاية». عندما كانت شيرلي مراهقة، كان وزنها متقلبًا، مما أدى إلى افتقارها للثقة الذي عانت منه طيلة حياتها.

## جوائز وترشيحات
حصلت على جوائز منها:
- جائزة إدغار.

ترشحت لـ:
- الجائزة الوطنية للكتاب عن فئة الخيال  [لغات أخرى]‏، عن عمل: the haunting of hill house  [لغات أخرى]‏ (1960).

## وصلات خارجية
- شيرلي جاكسون على موقع IMDb (الإنجليزية)
- شيرلي جاكسون على موقع الموسوعة البريطانية (الإنجليزية)
- شيرلي جاكسون على موقع ألو سيني (الفرنسية)
- شيرلي جاكسون على موقع ميوزك برينز (الإنجليزية)
- شيرلي جاكسون على موقع أول موفي (الإنجليزية)
- شيرلي جاكسون على موقع قاعدة بيانات برودواي على الإنترنت (الإنجليزية)
- شيرلي جاكسون على موقع قاعدة بيانات الأفلام السويدية (السويدية)
- شيرلي جاكسون على موقع إن إن دي بي (الإنجليزية)
- شيرلي جاكسون على موقع ديسكوغز (الإنجليزية)
- شيرلي جاكسون على موقع قاعدة بيانات الفيلم (الإنجليزية)